# História dos judeus no Irã

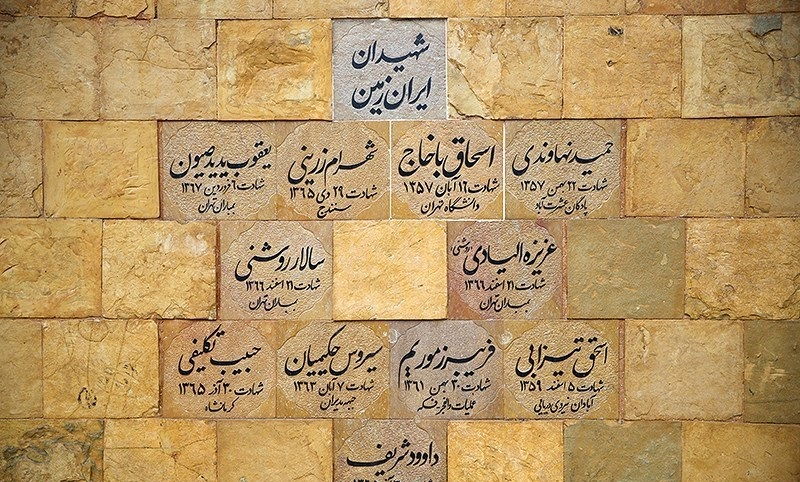
Sepultura de mártires judeus em Teerã

O início da história judaica no Irã remonta aos tempos bíblicos. Os livros bíblicos de Isaías, Daniel, Ezra, Neemias, contêm referências à vida e experiências dos judeus na Pérsia. No livro de Ezra, os reis persas são creditados com a permissão e permitindo que os judeus retornem a Jerusalém e reconstruam seu Templo; sua reconstrução foi realizada de acordo com o "decreto de Ciro, e Dario, e Artaxerxes rei da Pérsia" (Esdras 6:14). Este grande evento na história judaica ocorreu no final do século VI a.C., quando havia uma comunidade judaica bem estabelecida e influente na Pérsia.
Os judeus persas' vivem nos territórios do Irã de hoje há mais de 2.700 anos, desde a primeira diáspora judaica quando o rei assírio Salmaneser V conquistou o Reino de Israel (722 a.C.) e enviou os israelitas (as Dez Tribos Perdidas) para o cativeiro no Coração. Em 586 a.C., o Império Neobabilônico expulsou grandes populações de judeus da Judeia para o cativeiro babilônico.